# Видавництво «Терен»
Видавництво «Терéн» (приватне підприємство «Волинська мистецька агенція «Терéн») – українське книжкове видавництво, засноване у 2003 р. в м. Луцьку.
Видавництво «Терен» видає книжки універсального змісту для усіх вікових груп. Засновник і директор видавництва —  Андрій Криштальський.

## Про видавництво
Видавництво «Терен» засноване 20 січня 2003 року на базі однойменного літературно-мистецького журналу, який виходив друком у м.Луцьку. 
Засновник – Андрій Криштальський, український письменник, лауреат літературних премій імені Василя Стуса і Агатангела Кримського.
Свій видавничий проект засновник видавництва починав із комп’ютера, отриманого за допомогою іноземного ґранту, маючи лише амбіції та бажання видавати книги, які цікавлять сучасного читача. Сьогодні власні поліграфічні потужності та невеличкий висококваліфікований молодий колектив – основні складові успіху та просування видань на книжковому ринку України.
Читачі позиціонують книги видавництва «Терен» як видання українського патріотичного спрямування. Серед найбільш популярних – книги Євгена Сверстюка, Роберта Конквеста, видання про УПА, серія «Озброєні честю», літературознавчі дослідження про Тараса Шевченка, Григорія Сковороду, Лесю Українку, Павла Тичину, Агатангела Кримського, Миколу Зерова, Олександра Довженка та ін. 
На сторінках книг та літературних збірників, що побачили світ у видавництві «Терен», опубліковані твори таких відомих українських письменників, як Олесь Гончар, Надія Гуменюк, Сергій Єфремов, Михайлина Коцюбинська, Григорій Кочур, Іван Кошелівець, В’ячеслав Липинський, Ігор Ольшевський, Василь Слапчук, Гнат Хоткевич, Юрій Шевельов та багато ін.
Тематична палітра видань із логотипом «Терен» є набагато ширшою – від гарно оформлених книг для дітей до наукової літератури і вишуканого мистецького альбому.
Видавництво публікує книги на замовлення авторів, а також згідно зі своїм видавничим планом. Окрім того «Терен» – традиційний оформлювач фестивалів народної творчості та інших культурологічних заходів загальноукраїнського масштабу. Видавництво поширює свої видання у книжкових магазинах, мережі Інтернет і загальноукраїнських книжкових мережах.
Видавництво «Терен» має свій офіційний сайт.

## Видавничі проекти
Книжкова серія «Озброєні честю» присвячена історії ОУН і УПА й містить книги спогадів ветеранів української національно-визвольної боротьби Галини Коханської, Степана Семенюка, Андрія Криштальського (старшого), Степана Новицького та ін.
Книжкова серія «Нестандарт» містить серію літературознавчих праць відомого українського літературного критика Ігоря Ольшевського про життя і творчість Тараса Шевченка, Лесі Українки, Агатангела Кримського, Григорія Сковороди, Павла Тичини.
Проект із популяризації творчості Ніла Хасевича. Наслідком тривалої дослідницької роботи став вихід у світ ілюстрованого альбому робіт видатного українського художника-графіка, учасника національно-вихвольної боротьби в лавах УПА Ніла Хасевича під назвою «Ніл Хасевич. Воїн. Митець. Легенда». До видання увійшли більше сотні унікальних живописних та графічних робіт художника.